# Milo De Angelis
Milo De Angelis (geboren 6. Juni 1951 in Mailand) ist ein italienischer Dichter und Literaturkritiker.

## Leben
Milo De Angelis studierte Literatur, arbeitete zeitweise als Schullehrer und lebte eine Zeit in Rom, bevor er nach Mailand zurückkehrte. Er veröffentlichte im Jahr 1976 mit Somiglianze seinen ersten Gedichtband. 1977 gründete er die Zeitschrift Niebo, die bis 1980 erschien, später war er Mitherausgeber der Zeitschrift Poesia. De Angelis erhielt 2005 für den Gedichtband Tema dell'addio den Premio Viareggio für Poesie. 
In deutscher Übersetzung erschien 2013 eine Auswahl seiner Gedichte in einer zweisprachigen Ausgabe. 
De Angelis ist auch literarischer Übersetzer aus dem Spanischen, Französischen (Racine, Baudelaire, Maeterlinck, Blanchot, Drieu La Rochelle), aus dem klassischen Griechisch (Aischylos) und aus dem Latein (Virgil, Lukrez, Claudian).

## Werke (Auswahl)
- Alphabet des Augenblicks : Gedichte. Zweisprachige Ausgabe. Übersetzung und mit einem Nachwort von Piero Salabè. München : Edition Lyrik Kabinett bei Hanser, 2013 ISBN 978-3-446-24321-7
- Somiglianze, Guanda, Parma 1976
- Millimetri, Einaudi, Torino 1983, ISBN 88-06-05522-4
- Terra del viso, Mondadori, Milano 1985
- Distante un padre, Mondadori, Milano 1989, ISBN 88-04-32184-9
- Biografia sommaria, Mondadori, Milano 1999, ISBN 88-04-45864-X
- Tema dell'addio, Mondadori, Milano 2005, ISBN 88-04-53751-5
- Quell'andarsene nel buio dei cortili, Mondadori, Milano 2010, ISBN 978-88-04-60236-1
- Incontri e agguati, Mondadori, Milano 2015, ISBN 978-88-04-65498-8
- La corsa dei mantelli. Erzählungen. Guanda, Parma 1979
- Poesia e destino. Essays. Cappelli, Bologna 1982